# خليل أبو ذياب
خليل أبو ذياب (1941-2018) كاتب وباحث وناقد فلسطيني وأستاذ الأدب العربي المشارك بجامعة الإمام محمد بن سعود الإسلامية سابقاً، له العديد من الدراسات الأدبية والنقدية.[بحاجة لمصدر]

## السيرة الذاتية
ولد خليل إبراهيم أحمد أبو ذياب في السادس عشر من أغسطس عام 1941م في قرية السوافير الشرقي قضاء المجدل فلسطين المحتلة وفي سن السابعة من عمره هاجر مع عائلته قسرًا إلى قطاع غزة على إثر النكبة الفلسطينية عام 1948م أنهى دراسته المتوسطة والثانوية في إحدى مدارس قطاع غزة وانتقل بعدها إلى القاهرة ليدرس الأدب العربي في جامعة القاهرة فحصل على الليسانس من كلية اللغة العربية 1962م وحصل بعد ذلك على درجة الماجستير والدكتوراة في الأدب العربي من جامعة القاهرة ثم انتقل بعد ذلك إلى الكويت وعمل معلمًا في مدارس الكويت الثانوية والمتوسطة لمدة ثلاث عشرة سنة. أقام في السعودية وأصبح عضوًا في هيئة التدريس بجامعة الإمام محمد بن سعود الإسلامية بالرياض وذلك لمدة أربعة وعشرين سنة (1976 - 2000م).

## دراسته
- درس المرحلة المتوسطة والثانوية في إحدى مدارس قطاع غزة عام 1958م.
- حصل على الليسانس في الأدآب من قسم اللغة العربية في جامعة القاهرة عام 1962م.
- حصل على الماجستير: كلية الآداب من قسم اللغة العربية جامعة القاهرة 1968م. موضوع الرسالة: " أثر المتنبي في أبي العلاء المعري في ديوان " سقط الزند" بتقدير "جيد جدًا".
- حصل على الدكتوراة في الأدب العربي من جامعة القاهرة 1974م. موضوع الرسالة " ديوان لزوم مالايلزم لأبي العلاء: دراسة موضوعية فنية، مرتبة الشرف الأولى.

## السيرة العملية
- ممارسة التعليم لمدة سنة واحدة في إحدى مدارس قطاع غزة الثانوية (1962-1976م).
- ممارسة التعليم لمدة ثلاث عشرة سنة في مدارس الكويت المتوسطة والثانوية (1963-1976م).
- عضو هيئة التدريس بجامعة الإمام محمد بن سعود الإسلامية بالمملكة العربية السعودية بالقصيم / بريدة، والرياض منذ سنة (1976 - 2000 م)ولمدة أربع وعشرين سنة.
- القيام ببعض البحوث القصيرة والمقالات والمحاضرات والندوات، وهي كثيرة نشر بعضها في بعض المجلات والصحف المحلية والعربية، وألقي بعضها في بعض المنتديات العلمية والأدبية، ومايزال كثير منها لم ينشر.
- الإشراف على بعض الرسائل الجامعية، والاشتراك في مناقشة بعض الرسائل الجامعية للماجستير والدكتوراة، وتحكيم بعض البحوث والدراسات التي أعدت للترقية إلى درجات علمية أو نشرها في دوريات علمية جامعية.
- شغل منصب عضو في رابطة الأدب الإسلامي العالمية بالرياض وألقى العديد من المحاضرات والندوات العلمية.[1]

## المؤلفات
| - النزعة الفكرية في اللزوميات 1995. - المعمار الفني في اللزوميات 1995. - علوم اللغة في «رسالة الصاهل والشاحج» لأبي العلاء المعري 2000. - المدخل إلى التحرير العربي. - العروض في أدب أبي العلاء المعري. - الصورة الاستدارية في الشعر العربي 1999. - ظاهرة التفسير العلمي للقرآن الكريم. - دراسات في فن القص. - تاريخ الأدب الجاهلي. - قراءة في نصوص أدبية حديثة. - نصوص مختارة من أدب عصر صدر الإسلام. - نصوص مختارة من الأدب الأموي. - نصوص مختارة من الشعر العباسي. | - دراسات في مصادر التراث العربي 2008. - المملكة العربية السعودية في ديوان المئوية. - الأدب في عصر صدر الإسلام. - الرؤية الإبداعية في شعر عبد المنعم عواد يوسف. - النابغة الجعدي: حياته وشعره.(مخطوط) - مروان بن أبي حفصة: حياته وشعره. (مخطوط) - عمر بهاء الدين الأميري: حياته وشعره. (مخطوط) - دراسات في أدب الجاحظ. (مخطوط) - منهج «المنار» في تفسير القرآن الكريم. (مخطوط) - سورة يوسف: دراسة أدبية تحليليلة. (مخطوط) - تاريخ النقد الأدبي عند العرب (جزءان) (مخطوط) - منهج ابن رشيق في النقد في كتاب «القراضة». (مخطوط) - المرتضى ناقدًا. (مخطوط) |

## الوفاة
توفي الدكتور خليل أبو ذياب في الواحد والثلاثين من أغسطس لعام 2018 م بمقر إقامته في جدة عن عمر يناهز 77 عامًا حيث شيع جثمانه ليوارى الثرى في مقبرة الفيصلية.

## وصلات خارجية
- خليل أبو ذياب على موقع أرشيف الشارخ.
- السيرة العلمية. خليل أبو ذياب على يوتيوب
- السيرة الذاتية العلمية د. خليل أبو ذياب .
- الكاتب د. خليل أبو ذياب.
- رابطة أدباء الحرية
- محاضرات د.خليل أبو ذياب في رابطة الأدب الإسلامي العالمية
- ظاهرة التفسير العلمي للقرآن الكريم.الدكتور خليل أبو ذياب
- الصورة الاستدارية في الشعر العربي.الدكتور خليل أبو ذياب